# Percocypris regani
Percocypris regani är en fiskart som först beskrevs av Tchang, 1935.  Percocypris regani ingår i släktet Percocypris och familjen karpfiskar. Inga underarter finns listade i Catalogue of Life.